# Una casa con vista al mar
Una casa con vista al mar é um filme de drama venezuelano de 2003 dirigido e escrito por Alberto Arvelo Mendoza. Foi selecionado como representante da Venezuela à edição do Oscar 2004, organizada pela Academia de Artes e Ciências Cinematográficas.